# Bluebox (Kunst)

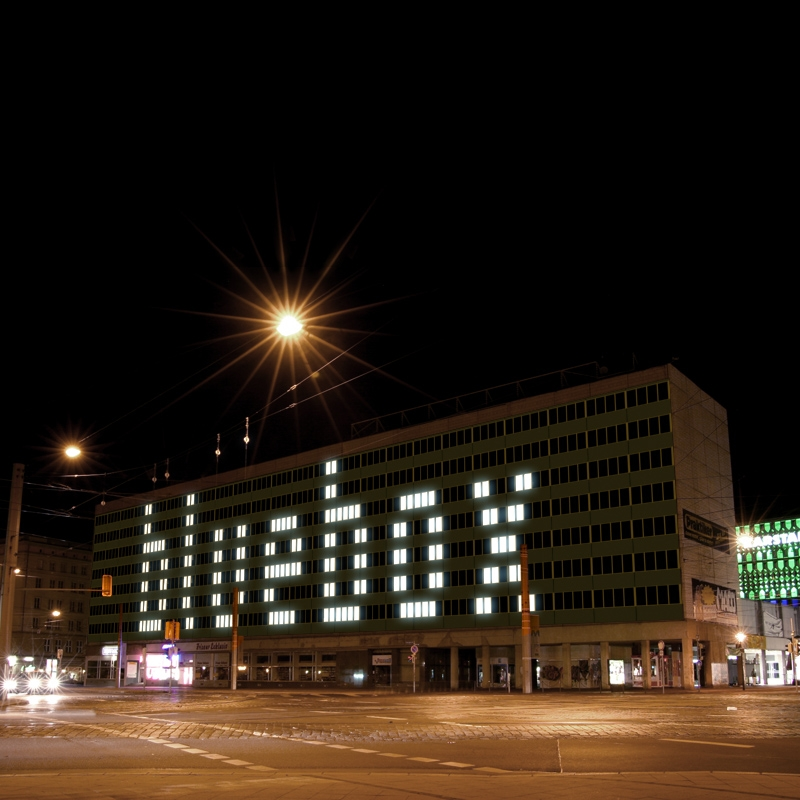
Illumination eines Gebäudes in Magdeburg

Die bluebox war ein Projekt des Magdeburger Club e.V. und der BlinkenArea in der Landeshauptstadt Magdeburg.
Dabei wurde im leerstehenden Blauen Bock in Magdeburg eine Lichtinstallation aufgebaut und betrieben.

## Vorgeschichte
Im Winter 2004 verwandelten die Mitglieder und Helfer des Magdeburger Clubs ein leer stehendes Gebäude in der Magdeburger Innenstadt in einen Weihnachtskalender. Nach Verhandlungen mit dem Eigentümer und einer neuen Verkabelung im Haus war es dann soweit: Mit Leuchtstofflampen wurden die Zimmer so beleuchtet, dass von außen die Zahl des jeweiligen Kalendertages an der Hausfront zu sehen war. Die Installation war mit Zeitschaltuhren aufgebaut, sodass um 0 Uhr auf den nächsten Tag umgeschaltet wurde. Danach mussten die Lampen für den nächsten Tag umgesteckt werden. Das durch Spenden finanzierte Projekt fand am Abend des 23. Dezembers seinen Höhepunkt in einer kleinen Abschiedsfeier der Adventskalender-Fans, die viele Nächte der Umschaltung beigewohnt hatten. Der Magdeburger Club konnte mit den übrigen Spendengeldern verschiedene Jugend- und Kulturprojekte in Magdeburg unterstützen.

## Projekt bluebox
Im folgenden Jahr 2005 hatte die Stadt Magdeburg ihren 1200. Geburtstag und der Magdeburger Club nahm sich vor, die Installation zu erweitern. Nach dem Vorbild des Projekts Blinkenlights, La Bastille, TowerTalk oder Tetris For Buildings sollte das Haus zu einem Computerdisplay verwandelt werden. Dies gelang zwar nicht im Jubiläumsjahr, das Projekt konnte dann aber ein Jahr später umgesetzt werden. Jedes der 686 (98 Fenster × 7 Etagen) Fenster wurde somit zu einem einzeln ansteuerbaren Pixel. 
Auf der Suche nach technischer Unterstützung stieß der Magdeburger Club im Sommer auf die BlinkenArea. Aus diesem Kontakt ist im Juli 2006 das gemeinsame Projekt bluebox entstanden. Im Spätsommer 2006 wurden dann Gespräche mit der Verwaltungsgesellschaft des seit 1993 leerstehenden sogenannten Blauen Blocks, einem ehemaligen Einzimmerapartmenthaus mitten in der Magdeburger Innenstadt geführt. Diese zeigte sich, wie auch die Stadt Magdeburg, dem Projekt gegenüber aufgeschlossen. Die allgemeine Begeisterung für das Projekt steckte auch viele Sponsoren an, die die Installation schlussendlich möglich gemacht haben. 
Bevor das Gebäude blinken konnte, musste im Gebäude selbst viel gemacht werden. Der Startschuss für die ersten Arbeiten fiel im September 2006. Zunächst wurden sperrige oder stolperanfällige Gegenstände und der schlimmste Dreck beseitigt. Der nächste Schritt war die Verhängung der Fenster mit gelben Dampfplanen, die erst zugeschnitten und verteilt werden mussten. Bis zur Inbetriebnahme der Installation wurden im Gebäude kilometerweise Kabel und Telefondraht verlegt, um die Strom- und Datenverteilung zu sichern. Außerdem wurde in jedem Zimmer vor dem Fenster eine Dachlatte mit vier handelsüblichen 150-Watt-Baustrahlern angebracht. Eine Steuerungsplatine pro Zimmer – in manchen Zimmern zwei – und je ein Verteilermodul pro Etage sowie ein Steuerrechner mit ISDN komplettierten im Endspurt die Installation.
Planmäßig am 1. Dezember 2006 um 20:47 erfolgte per Mobiltelefon der Startschuss der Lichtinstallation während der Launchparty auf dem Ulrichsplatz.

## Möglichkeiten
Die bluebox stand jedem Zuschauer offen, sich die Lichtinstallation anzuschauen oder gar mitzumachen.
Hierzu war es möglich, auf der Projektseite Programme zum Erstellen von Animationsfilmen auf der bluebox herunterzuladen und eigene Filme einzusenden.
Auch konnte man sich über ein Mobiltelefon einwählen und direkt vor dem Gebäude mit dem Blauen Block als Display Pong und Pac-Man spielen.

## Technik
Insgesamt wurden in der bluebox
- 686 150-Watt-Baustrahler
- 10 km Daten- und Stromkabel
- 1029 m² Dampfsperrenfolie
- 672 Dübel
- 703 Meter Holzlatten
- 336 Metallwinkel

verbaut.
Dazu kamen noch unzählige Hilfsmittel, insbesondere Bohrer und Sägeblätter.

## Spendenprojekte
Im Rahmen des Projektes wurden verschiedene Spendenaktionen ins Leben gerufen. Zum einen existiert eine Rufnummer, mit der man auf dem Haus Spiele wie Pong, Tetris oder Pac-Man spielen oder seine Liebes- und Grußbotschaften starten kann. Alle Einnahmen, die mit der Nummer erzielt werden, sind für einen noch nicht bestimmten gemeinnützigen Zweck in den Bereichen Kinder, Jugend und Kultur vorgesehen. Außerdem ist es möglich, für jedes der 686 Fenster eine symbolische Patenschaft zu übernehmen. Auch die Spenden aus den Fensterpatenschaften werden ausschließlich für gemeinnützige Zwecke verwendet. Mehr Informationen gibt es auf der Projektwebseite.